# Heerlijkheid Pleß (Silezië)
De heerlijkheid Pleß was een heerlijkheid binnen het Heilige Roomse Rijk.
De heerlijkheid Pleß (Pools: Pszczyna) in Opper-Silezië was een zogenaamde Standesherrschaft. De standesherrschaften binnen Silezië zijn vergelijkbaar met de Rijksvrije staten binnen het Heilige Roomse Rijk. 
Het gebied is ontstaan door een afsplitsing van het hertogdom Ratibor in de veertiende eeuw.
Sinds 1548 was de heerlijkheid in het bezit van de familie Promnitz. De kinderloze graaf Johan von Promnitz schonk de heerlijkheid in 1765 aan zijn neef Frederik Erdmann van Anhalt-Köthen-Pleß, de jongste zoon van August Frederik van het Vorstendom Anhalt-Köthen die het gebied als secundogenituur in leen gaf, waardoor  het huis Anhalt-Köthen-Pleß ontstond. 
De zoon van de zuster van Frederik en Hendrik, Emilia (overleden 1 november 1830) erfde uiteindelijk de heerlijkheid Pleß. Emilia was gehuwd met graaf Hendrik van Hochberg waardoor de heerlijkheid aan hun zoon Hans Hendrik van Hochberg-Fürstenstein kwam. 
Het gebied rond Pleß kwam in 1919 bij Polen. De vorsten bleven tot 1945 in het bezit van hun goederen.